# Lois Maikel Martínez
Lois Maikel Martínez (Havana, 3. lipnja 1981. - ) je kubanski atletičar i bacač diska koji nastupa za Španjolsku od 2015. godine. Za Španjolsku je debitirao na Svjetskom prvenstvu u atletici 2015. u Pekingu, gdje se natjecao u bacanju diska. Baciši 58,01 metar završio je na 28. mjestu čime se nije plasirao u završnicu natjecanja.

## Karijera
Na Svjetskom juniorskom prvenstvu 2002. godine osvojio je šesto mjesto u bacanju diska. Također je sudjelovao na Svjetskom prvenstvu 2003. godine u Parizu i 2004. godine na Olimpijskim igrama u Ateni gdje se kvalificirao u završnicu natjecanja u bacanju diska. U završnici je osvojio 12. mjesto bacivši 57,87 m. Na Panameričkim igrama 2003. godine osvojio je brončano odličje u bacanju diska bacivši 61,36 m i srebrno odličje na Srednjeameričkim i karipskim igrama 2005. godine. Dva puta se okitio naslovom kubanskog državnog prvaka (2002. i 2006.), na kojima je bio u rivalstvo s Alexisom Elizaldeom i Frankom Casañasom.

## Športska postignuća
| Godina                | Natjecanje                                   | Mjesto                                | Pozicija        | Disciplina      | Duljina         |
| Nastupi za Kubu       | Nastupi za Kubu                              | Nastupi za Kubu                       | Nastupi za Kubu | Nastupi za Kubu | Nastupi za Kubu |
| --------------------- | -------------------------------------------- | ------------------------------------- | --------------- | --------------- | --------------- |
| 1996.                 | Srednjeameričke i karipske igre do 16 godina | San Salvador, Salvador                | 5.              | bacanje kugle   | 13,41 m         |
| 1996.                 | Srednjeameričke i karipske igre do 16 godina | San Salvador, Salvador                | 1.              | bacanje diska   | 47,58 m         |
| 1998.                 | Svjetsko juniorsko prvenstvo                 | Annecy, Francuska                     | 12. (q)         | bacanje diska   | 47,59 m         |
| 2000.                 | Svjetsko junirosko prvenstvo                 | Santiago de Chile, Čile               | 6.              | bacanje diska   | 56,94 m         |
| 2003.                 | Panameričke igre                             | Santo Domingo, Dominikanska republika | 3.              | bacanje diska   | 61,36 m         |
| 2003.                 | Svjetsko prvenstvo                           | Paris, Francuska                      | 12. (q)         | bacanje diska   | 57,87 m         |
| 2004.                 | Ibero-američko prvenstvo                     | Huelva, Španjolska                    | 2.              | bacanje diska   | 62,08 m         |
| 2004.                 | Olimpijske igre                              | Atena, Grčka                          | 29.             | bacanje diska   | 57,18 m         |
| 2005.                 | ALBA igre                                    | Havana, Kuba                          | 1.              | bacanje diska   | 61,31 m         |
| 2005.                 | Srednjeameričke i karipske igre              | Nassau, Bahami                        | 2.              | bacanje diska   | 59,35 m         |
| Nastupi za Španjolsku |                                              |                                       |                 |                 |                 |
| 2015.                 | Svjetsko prvenstvo                           | Peking, Kina                          | 28. (q)         | bacanje diska   | 58,01 m         |

## Vanjske poveznice
- http://www.sports-reference.com/olympics/athletes/ma/lois-maikel-martinez-1.html  Arhivirana inačica izvorne stranice od 7. veljače 2013. (Wayback Machine)
- Picture of Lois Maikel Martínez at fcatletisme.cat  Arhivirana inačica izvorne stranice od 24. rujna 2015. (Wayback Machine)